# Келлер, Кипп
Кипп Кри́стиан Ке́ллер (англ. Kipp Christian Keller; 14 июля 2000, Сент-Луис, Миссури, США) — американский футболист, центральный защитник клуба «Цинциннати».

## Карьера
Келлер был капитаном команды до 19 лет в академии футбольного клуба «Сент-Луис». 29 мая 2019 года дебютировал за основной состав «Сент-Луиса» в матче Открытого кубка США против «Форвард Мэдисон», выйдя на замену перед финальным свистком.
В 2019 году Келлер поступил в Сент-Луисский университет на специальность «Предпринимательство». В 2019—2021 годах за университетскую футбольную команду «Сент-Луис Билликенс» сыграл 49 матчей, забил пять мячей и отдал две результативные передачи. В 2019 году был включён во вторую символическую сборную Конференции Atlantic 10 и в символическую сборную новичков Конференции Atlantic 10. В 2020 году был включён во вторую символическую сборную Конференции Atlantic 10. В 2021 году был включён во вторую всеамериканскую символическую сборную по версии профессиональной ассоциации футбольных тренеров и в первую символическую сборную Конференции Atlantic 10 и был признан лучшим игроком оборонительного плана Конференции Atlantic 10.
В 2021 году Келлер также числился в клубе Лиги два ЮСЛ «Сент-Луис Скотт Галлахер», но не сыграл ни одного матча.
Решив отказаться от последнего года обучения в университете, 6 января 2022 года Келлер подписал контракт с MLS по программе Generation adidas. 11 января на Супердрафте MLS 2022 он был выбран в первом раунде под общим пятым номером клубом «Остин». Его профессиональный дебют состоялся 26 февраля в матче стартового тура сезона 2022 против «Цинциннати». По окончании сезона 2023 «Остин» отклонил опцию продления контракта с Келлером.
14 декабря 2023 года, после того как Келлер отказался от участия в первом этапе Драфта возвращений MLS, «Остин» обменял права на него в «Цинциннати» на пик третьего раунда Супердрафта MLS 2024, и «оранжево-синие» подписали с ним контракт до конца сезона 2024 с опциями продления на сезоны 2025 и 2026. За «Цинциннати» он дебютировал 22 февраля 2024 года в матче Кубка чемпионов КОНКАКАФ против ямайского клуба «Кавалир», выйдя на замену в конце второго тайма вместо Мэтта Миазги.

## Статистика выступлений
| Выступление          | Выступление      | Выступление      | Лига | Лига | Плей-офф | Плей-офф | Кубок | Кубок | Континент | Континент | Итого | Итого |
| Клуб                 | Лига             | Сезон            | Игры | Голы | Игры     | Голы     | Игры  | Голы  | Игры      | Голы      | Игры  | Голы  |
| -------------------- | ---------------- | ---------------- | ---- | ---- | -------- | -------- | ----- | ----- | --------- | --------- | ----- | ----- |
| Сент-Луис            | USLC             | 2019             | —    | —    | —        | —        | 1     | 0     | —         | —         | 1     | 0     |
| Остин                | MLS              | 2022             | 6    | 0    | 0        | 0        | 1     | 0     | —         | —         | 7     | 0     |
| Остин                | MLS              | 2023             | 7    | 0    | —        | —        | 0     | 0     | 3         | 0         | 10    | 0     |
| Остин                | Итого            | Итого            | 13   | 0    | 0        | 0        | 1     | 0     | 3         | 0         | 17    | 0     |
| Остин II (фарм-клуб) | MLS Next Pro     | 2023             | 16   | 0    | 0        | 0        | —     | —     | —         | —         | 16    | 0     |
| Цинциннати           | MLS              | 2024             | 1    | 0    | —        | —        | —     | —     | 2         | 0         | 3     | 0     |
| Всего за карьеру     | Всего за карьеру | Всего за карьеру | 30   | 0    | 0        | 0        | 2     | 0     | 5         | 0         | 37    | 0     |

Источники: Transfermarkt, Soccerway, Footballdatabase.eu.